# مورين ريان
مورين ريان (بالإنجليزية: Maureen Ryan)‏ هي صحفية أمريكية، ولدت في 29 يونيو 1966.

## وصلات خارجية
- مورين ريان على موقع روتن توميتوز (الإنجليزية)

- الموقع الرسمي